# Banín
Banín és un poble del districte de Svitavy a la regió de Pardubice, República Txeca, amb una població calculada a principis de l'any 2018 de 313 habitants.
Està situat al sud-est de la regió, prop de la frontera amb les regions de Moràvia Meridional i Olomouc, i del riu Svitava (conca hidrogràfica del Danubi).